# حد زبرین
در ریاضیات حد سوپریور یا حد زبَرین (گاهی: حد سوپریمم) را با نماد {\displaystyle \limsup } نمایش می‌دهند. به معنای سوپریمم (زبَرینه) در حد است.
حد زبرین، یک حد یک-طرفه نیست، یعنی نباید با مفهوم حد از بالا یا حد راست (و حد از پایین، جد چپ) اشتباه شود.
نام انگلبسی آن حد سوپریور است، اما گاهی حد سوپریمم، حد بالایی، و حد بیرونی هم بکار می‌رود. احتمالا عبارت «حد سوپریور» صحیح تر از «حد سوپریمم» است.

## تعریف
{\displaystyle \limsup _{n\to \infty }f(n)=sup{\lim _{n\to \infty }f(n)}}

## مثال‌ها
برای مثال:
{\displaystyle \limsup _{n\to \infty }sin(n)=sup{\lim _{n\to \infty }sin(n)}=sup{[-1,1]}=1}
یکی از مسائل حل نشده در نظریه اعداد، به شکل زیر بر حسب حد زبَرین بیان می‌شود: اگر {\displaystyle p(n)} دنباله اعداد اول باشد آنگاه آیا گزاره زیر درست است؟
{\displaystyle \liminf _{n\to \infty }{p(n+1)-p(n)}=2}
که بیان دیگری با حد زبرین (حد اینفینیمم بالا) است از این سوال که: آیا تعداد اعداد اول دوقلو بی نهایت است؟